# Ángel Zamudio
Ángel Zamudio (nacido en Moyobamba, Provincia de Moyobamba, Departamento de San Martín, Perú, 21 de abril de 1997) es un futbolista peruano que se desempeña como guardameta en el Sport Huancayo de la Primera División del Perú. Además ha integrado las categorías sub-20 y sub-23 de la selección de fútbol del Perú.

## Trayectoria

### Unión Comercio
Zamudio es producto de las divisiones menores del Unión Comercio. La temporada 2015 fue su primera participación en la era profesional al ser integrante del primer equipo sin embargo no vio acción hasta la campaña de 2017, debido a que era habitual suplente de Daniel Reyes y Ronald Ruíz. Su preparación la realizó en la escuela Zamudio de la ciudad de Jaén , a cargo del profesor Jimmy Zamudio.
El 13 de mayo de 2017 Zamudio debutó profesionalmente con Comercio sin embargo fue expulsado al minuto 42 cuando vencían por 2-0 a Alianza Atlético, cotejo en el cual fue alineado para sumar en la bolsa de minutos. Eventualmente, su equipo terminó venciendo 2-1. Pese a ello, siguió recibiendo oportunidades en el arco de Comercio, siendo Alexander Araujo su principal competencia y con 20 años terminó siendo titular y considerado como un interesante proyecto de arquero a futuro.
Tras haber sido revelación en 2017, Zamudio se consolidó totalmente en el puesto de arquero titular, llegando a ser el jugador que más minutos disputó con el equipo a lo largo del Campeonato Descentralizado 2018 en 39 de los 44 encuentros del año. Durante la temporada 2019, Zamudio jugó casi todos los partidos como arquero titular excepto en el tramo final. Comercio terminó perdiendo la categoría en la última fecha frente a Alianza Lima.

### Ayacucho
En febrero de 2020 se convirtió en nuevo futbolista del Ayacucho, llegando al equipo para competir el puesto con Exar Rosales.

## Selección nacional
Ha sido internacional con la selección de fútbol de Perú en la categoría sub-20, con la cual participó en el Campeonato Sudamericano de Fútbol Sub-20 de 2017 disputado en Ecuador, sin embargo no participó en ningún encuentro al ser Carlos Gómez el portero titular. Perú no pasó de la primera fase quedando en la última posición del grupo A.
En abril de 2019, fue convocado a la selección sub-23 de Perú por Nolberto Solano para el primer microciclo con miras a los Juegos Panamericanos de 2019 y el 27 de junio se anunció su convocatoria en la lista final de 18 convocados para dicho torneo. No disputó minutos al ser el portero de recambio de Carlos Cáceda. Tiempo después fue incluido en la lista final para participar en el Torneo Preolímpico Sudamericano Sub-23 de 2020, donde también fue portero de reserva al ser Renato Solís el arquero titular.

### Participación en Campeonatos Sudamericanos
| Torneo                      | Sede     | Resultado      | Partidos | Goles |
| --------------------------- | -------- | -------------- | -------- | ----- |
| Sudamericano Sub-20 de 2017 | Ecuador  | Fase de grupos | 0        | 0     |
| Preolímpico Sub-23 de 2020  | Colombia | Fase de grupos | 0        | 0     |

### Participación en Juegos Panamericanos
| Torneo                       | Sede | Resultado     | Partidos | Goles |
| ---------------------------- | ---- | ------------- | -------- | ----- |
| Juegos Panamericanos de 2019 | Perú | Séptimo lugar | 0        | 0     |

## Estadísticas
Actualizado al último partido disputado el 29 de octubre de 2023.
| Club | Div.             | Temporada        | Liga  | Liga  | Liga | Copas nacionales(1) | Copas nacionales(1) | Copas nacionales(1) | Torneos internacionales(2) | Torneos internacionales(2) | Torneos internacionales(2) | Total(3) | Total(3) | Total(3) |
| Club | Div.             | Temporada        | Part. | Goles | V. I | Part.               | Goles               | V. I                | Part.                      | Goles                      | V. I                       | Part.    | Goles    | V. I     |
| --- | ---------------- | ---------------- | ----- | ----- | ---- | ------------------- | ------------------- | ------------------- | -------------------------- | -------------------------- | -------------------------- | -------- | -------- | -------- |
| Unión Comercio · Perú                                                                                    | 1ª               | 2017             | 17    | - 23  | 4    | —                   | —                   | —                   | —                          | —                          | —                          | 17       | - 23     | 4        |
| Unión Comercio · Perú                                                                                    | 1ª               | 2018             | 39    | - 52  | 9    | —                   | —                   | —                   | —                          | —                          | —                          | 39       | - 52     | 9        |
| Unión Comercio · Perú                                                                                    | 1ª               | 2019             | 22    | - 28  | 3    | 1                   | 0                   | 1                   | —                          | —                          | —                          | 23       | - 28     | 4        |
| Unión Comercio · Perú                                                                                    | Total club       | Total club       | 78    | - 103 | 16   | 1                   | 0                   | 1                   | 0                          | 0                          | 0                          | 79       | - 103    | 17       |
| Ayacucho · Perú                                                                                          | 1ª               | 2020             | 22    | - 22  | 7    | —                   | —                   | —                   | —                          | —                          | —                          | 22       | - 22     | 7        |
| Ayacucho · Perú                                                                                          | Total club       | Total club       | 22    | - 22  | 7    | 0                   | 0                   | 0                   | 0                          | 0                          | 0                          | 22       | - 22     | 7        |
| Sport Huancayo · Perú                                                                                    | 1ª               | 2021             | 18    | - 16  | 8    | 0                   | 0                   | 0                   | 2                          | - 5                        | 1                          | 20       | - 21     | 9        |
| Sport Huancayo · Perú                                                                                    | 1ª               | 2022             | 34    | - 36  | 11   | —                   | —                   | —                   | —                          | —                          | —                          | 34       | - 36     | 11       |
| Sport Huancayo · Perú                                                                                    | 1ª               | 2023             | 34    | - 38  | 11   | —                   | —                   | —                   | 2                          | - 4                        | 0                          | 34       | - 42     | 11       |
| Sport Huancayo · Perú                                                                                    | Total club       | Total club       | 86    | - 90  | 30   | 0                   | 0                   | 0                   | 4                          | - 9                        | 1                          | 88       | - 99     | 31       |
| Total en carrera                                                                                         | Total en carrera | Total en carrera | 186   | - 215 | 53   | 1                   | 0                   | 1                   | 4                          | - 9                        | 1                          | 191      | - 224    | 55       |
| (1)Incluye datos de la Copa Bicentenario (2019 y 2021). (1)Incluye datos de la Copa Sudamericana (2021). |                  |                  |       |       |      |                     |                     |                     |                            |                            |                            |          |          |          |

## Palmarés

### Torneos cortos
| Título          | Club        | País | Año  |
| --------------- | ----------- | ---- | ---- |
| Torneo Clausura | Ayacucho FC | Perú | 2020 |

### Distinciones individuales
- Preseleccionado como arquero en el mejor once del Campeonato Descentralizado según la SAFAP: 2018[10]
- Equipo ideal de la fase 2 (Torneo Clausura) de la Liga 1: 2020[11]
- Preseleccionado como portero en el mejor once de la Liga 1 según la SAFAP: 2021[12]